# Alf Aanning
Alf Lied Aanning (Ålesund, 10 febbraio 1896 – 7 febbraio 1948) è stato un ginnasta norvegese, partecipò ai Giochi Olimpionici di Anversa del 1920.

## Palmarès

### Olimpiadi
- 1 medaglia:
  - 1 argento (Anversa 1920 nel concorso libero a squadre)